# Stade du Thillenberg
El Stade du Thillenberg es un estadio de fútbol en Differdange, en el suroeste del país europeo de Luxemburgo. Actualmente, es el estadio del FC Differdange 03. Hasta el año 2003, fue el campo del club de fútbol luxemburgués FA Red Boys Differdange. Tiene una capacidad para recibir a unas 7150 personas.